# Lista de ministros do Trabalho do Brasil
Esta é uma lista de ministros do Trabalho e Emprego do Brasil.

## Era Vargas(2.ªe3.ªRepúblicas)
| Nº | Foto                                         | Nome                        | Órgão                                        | Início                 | Fim                    | Presidente     |
| -- | -------------------------------------------- | --------------------------- | -------------------------------------------- | ---------------------- | ---------------------- | -------------- |
| 1  |                                              | Lindolfo Collor             | Ministério do Trabalho, Indústria e Comércio | 26 de novembro de 1930 | 4 de abril de 1932     | Getúlio Vargas |
| 2  |                                              | Joaquim Pedro Salgado Filho | Ministério do Trabalho, Indústria e Comércio | 6 de abril de 1932     | 25 de julho de 1934    | Getúlio Vargas |
| 3  |                                              | Agamenon Magalhães          | Ministério do Trabalho, Indústria e Comércio | 26 de julho de 1934    | 30 de setembro de 1937 | Getúlio Vargas |
| 3  | Ministério do Trabalho, Indústria e Comércio | Agamenon Magalhães          | 30 de setembro de 1937                       | 25 de novembro de 1937 |                        | Getúlio Vargas |
| 4  | Ministério do Trabalho, Indústria e Comércio |                             | Waldemar Falcão                              | 25 de novembro de 1937 | 13 de junho de 1941    | Getúlio Vargas |
| 5  | Ministério do Trabalho, Indústria e Comércio |                             | Dulfe Pinheiro Machado                       | 13 de junho de 1941    | 29 de dezembro de 1941 | Getúlio Vargas |
| 6  | Ministério do Trabalho, Indústria e Comércio |                             | Marcondes Filho                              | 29 de dezembro de 1941 | 29 de outubro de 1945  | Getúlio Vargas |
| 7  | Ministério do Trabalho, Indústria e Comércio |                             | Roberto Carlos Vasco Carneiro de Mendonça    | 31 de outubro de 1945  | 31 de janeiro de 1946  | José Linhares  |

## Período Populista(4.ª República)
| Nº | Foto                  | Nome                             | Órgão                                        | Início                  | Fim                     | Presidente           |
| -- | --------------------- | -------------------------------- | -------------------------------------------- | ----------------------- | ----------------------- | -------------------- |
| 8  |                       | Octacílio Negrão de Lima         | Ministério do Trabalho, Indústria e Comércio | 31 de janeiro de 1946   | 30 de outubro de 1946   | Eurico Gaspar Dutra  |
| 9  |                       | Morvan Dias de Figueiredo        | Ministério do Trabalho, Indústria e Comércio | 30 de outubro de 1946   | 30 de setembro de 1948  | Eurico Gaspar Dutra  |
| 10 |                       | João Otaviano de Lima Pereira    | Ministério do Trabalho, Indústria e Comércio | 30 de setembro de 1948  | 22 de outubro de 1948   | Eurico Gaspar Dutra  |
| 11 |                       | Honório Fernandes Monteiro       | Ministério do Trabalho, Indústria e Comércio | 22 de outubro de 1948   | 29 de junho de 1950     | Eurico Gaspar Dutra  |
| 12 |                       | Marcial Dias Pequeno             | Ministério do Trabalho, Indústria e Comércio | 30 de junho de 1950     | 31 de janeiro de 1951   | Eurico Gaspar Dutra  |
| 13 |                       | Danton Coelho                    | Ministério do Trabalho, Indústria e Comércio | 31 de janeiro de 1951   | 5 de setembro de 1951   | Getúlio Vargas       |
| 14 |                       | José de Segadas Viana            | Ministério do Trabalho, Indústria e Comércio | 5 de setembro de 1951   | 17 de junho de 1953     | Getúlio Vargas       |
| 15 |                       | João Goulart                     | Ministério do Trabalho, Indústria e Comércio | 18 de junho de 1953     | 23 de fevereiro de 1954 | Getúlio Vargas       |
| 16 |                       | Hugo de Araújo Faria             | Ministério do Trabalho, Indústria e Comércio | 24 de fevereiro de 1954 | 24 de agosto de 1954    | Getúlio Vargas       |
| 17 |                       | Napoleão de Alencastro Guimarães | Ministério do Trabalho, Indústria e Comércio | 24 de agosto de 1954    | 8 de novembro de 1955   | Café Filho           |
| 17 | 8 de novembro de 1955 | Napoleão de Alencastro Guimarães | Ministério do Trabalho, Indústria e Comércio | 11 de novembro de 1955  | Carlos Luz              |                      |
| 18 |                       | Nélson Backer Omegna             | Ministério do Trabalho, Indústria e Comércio | 11 de novembro de 1955  | 31 de janeiro de 1956   | Nereu Ramos          |
| 19 |                       | Parsifal Barroso                 | Ministério do Trabalho, Indústria e Comércio | 31 de janeiro de 1956   | 30 de junho de 1958     | Juscelino Kubitschek |
| 20 |                       | Mário Meneghetti                 | Ministério do Trabalho, Indústria e Comércio | 1 de julho de 1958      | 17 de julho de 1958     | Juscelino Kubitschek |
| 21 |                       | Fernando Nóbrega                 | Ministério do Trabalho, Indústria e Comércio | 18 de julho de 1958     | 17 de abril de 1960     | Juscelino Kubitschek |
| 22 |                       | João Batista Ramos               | Ministério do Trabalho e Previdência Social  | 19 de abril de 1960     | 7 de novembro de 1960   | Juscelino Kubitschek |
| 23 |                       | Alírio Sales Coelho              | Ministério do Trabalho e Previdência Social  | 7 de novembro de 1960   | 31 de janeiro de 1961   | Juscelino Kubitschek |
| 24 |                       | Francisco Carlos de Castro Neves | Ministério do Trabalho e Previdência Social  | 31 de janeiro de 1961   | 25 de agosto de 1961    | Jânio Quadros        |
| 25 |                       | José de Segadas Viana            | Ministério do Trabalho e Previdência Social  | 28 de agosto de 1961    | 8 de setembro de 1961   | Ranieri Mazzilli     |
| 26 |                       | Franco Montoro                   | Ministério do Trabalho e Previdência Social  | 8 de setembro de 1961   | 12 de julho de 1962     | João Goulart         |
| 27 |                       | João Pinheiro Neto               | Ministério do Trabalho e Previdência Social  | 13 de julho de 1962     | 2 de dezembro de 1962   | João Goulart         |
| 28 |                       | Benjamin Eurico Cruz             | Ministério do Trabalho e Previdência Social  | 3 de dezembro de 1962   | 23 de junho de 1963     | João Goulart         |
| 29 |                       | Almino Monteiro Álvares Afonso   | Ministério do Trabalho e Previdência Social  | 24 de janeiro de 1963   | 18 de junho de 1963     | João Goulart         |
| 30 |                       | Amaury de Oliveira e Silva       | Ministério do Trabalho e Previdência Social  | 18 de junho de 1963     | 31 de março de 1964     | João Goulart         |

## Ditadura militar(5.ª República)
| Nº | Foto                 | Nome                               | Órgão                                       | Início                | Fim                   | Presidente          |
| -- | -------------------- | ---------------------------------- | ------------------------------------------- | --------------------- | --------------------- | ------------------- |
| 31 |                      | Arnaldo Lopes Süssekind            | Ministério do Trabalho e Previdência Social | 4 de abril de 1964    | 15 de abril de 1964   | Ranieri Mazzilli    |
| 31 | 20 de abril de 1964  | Arnaldo Lopes Süssekind            | Ministério do Trabalho e Previdência Social | 7 de dezembro de 1965 | Castelo Branco        |                     |
| 32 |                      | Walter Peracchi Barcelos           | Ministério do Trabalho e Previdência Social | 7 de dezembro de 1965 | Castelo Branco        | 18 de julho de 1966 |
| 33 |                      | Paulo Egydio Martins               | Ministério do Trabalho e Previdência Social | 18 de julho de 1966   | Castelo Branco        | 1 de agosto de 1966 |
| 34 |                      | Luís Gonzaga do Nascimento e Silva | Ministério do Trabalho e Previdência Social | 1 de agosto de 1966   | Castelo Branco        | 15 de março de 1967 |
| 35 |                      | Jarbas Passarinho                  | Ministério do Trabalho e Previdência Social | 15 de março de 1967   | 31 de agosto de 1969  | Costa e Silva       |
| 35 | 31 de agosto de 1969 | Jarbas Passarinho                  | Ministério do Trabalho e Previdência Social | 30 de outubro de 1969 | Junta militar de 1969 |                     |
| 36 |                      | Júlio Barata                       | Ministério do Trabalho e Previdência Social | 30 de outubro de 1969 | 15 de março de 1974   | Emílio Médici       |
| 37 |                      | Arnaldo da Costa Prieto            | Ministério do Trabalho                      | 2 de maio de 1974     | 15 de março de 1979   | Ernesto Geisel      |
| 38 |                      | Murilo Macedo                      | Ministério do Trabalho                      | 15 de março de 1979   | 15 de março de 1985   | João Figueiredo     |

## Nova República(6.ª República)
| Nº      | Foto                 | Nome                                      | Órgão                                             | Início                 | Fim                    | Presidente                |
| ------- | -------------------- | ----------------------------------------- | ------------------------------------------------- | ---------------------- | ---------------------- | ------------------------- |
| 39      |                      | Almir Pazzianotto Pinto                   | Ministério do Trabalho                            | 15 de março de 1985    | 27 de setembro de 1988 | José Sarney               |
| 40      |                      | Erós Antônio de Almeida                   | Ministério do Trabalho                            | 28 de setembro de 1988 | 14 de outubro de 1988  | José Sarney               |
| 41      |                      | Ronaldo Costa Couto                       | Ministério do Trabalho                            | 14 de outubro de 1988  | 13 de janeiro de 1989  | José Sarney               |
| 42      |                      | Dorothea Werneck                          | Ministério do Trabalho                            | 13 de janeiro de 1989  | 15 de março de 1990    | José Sarney               |
| 43      |                      | Antônio Rogério Magri                     | Ministério do Trabalho e da Previdência Social    | 15 de março de 1990    | 20 de janeiro de 1992  | Fernando Collor           |
| 44      |                      | Reinhold Stephanes                        | Ministério do Trabalho e da Previdência Social    | 20 de janeiro de 1992  | 13 de abril de 1992    | Fernando Collor           |
| 45      |                      | João Mellão Neto                          | Ministério do Trabalho e da Administração Federal | 13 de abril de 1992    | 7 de outubro de 1992   | Fernando Collor           |
| 46      |                      | Walter Barelli                            | Ministério do Trabalho                            | 8 de outubro de 1992   | 4 de maio de 1994      | Itamar Franco             |
| 47      |                      | Marcelo Pimentel                          | Ministério do Trabalho                            | 4 de maio de 1994      | 1 de janeiro de 1995   | Itamar Franco             |
| 48      |                      | Paulo de Tarso Almeida Paiva              | Ministério do Trabalho                            | 1 de janeiro de 1995   | 30 de março de 1998    | Fernando Henrique Cardoso |
| —       |                      | Antonio Anastasia (interino)              | Ministério do Trabalho                            | 30 de março de 1998    | 6 de abril de 1998     | Fernando Henrique Cardoso |
| 49      |                      | Edward Joaquim Amadeo Swaelen             | Ministério do Trabalho                            | 7 de abril de 1998     | 1 de janeiro de 1999   | Fernando Henrique Cardoso |
| 50      |                      | Francisco Dornelles                       | Ministério do Trabalho e Emprego                  | 1 de janeiro de 1999   | 8 de abril de 2002     | Fernando Henrique Cardoso |
| 51      |                      | Paulo Jobim Filho                         | Ministério do Trabalho e Emprego                  | 8 de abril de 2002     | 1 de janeiro de 2003   | Fernando Henrique Cardoso |
| 52      |                      | Jaques Wagner                             | Ministério do Trabalho e Emprego                  | 1 de janeiro de 2003   | 23 de janeiro de 2004  | Luiz Inácio Lula da Silva |
| 53      |                      | Ricardo Berzoini                          | Ministério do Trabalho e Emprego                  | 23 de janeiro de 2004  | 12 de julho de 2005    | Luiz Inácio Lula da Silva |
| 54      |                      | Luiz Marinho                              | Ministério do Trabalho e Emprego                  | 12 de julho de 2005    | 29 de março de 2007    | Luiz Inácio Lula da Silva |
| 55      |                      | Carlos Lupi                               | Ministério do Trabalho e Emprego                  | 29 de março de 2007    | 31 de dezembro de 2010 | Luiz Inácio Lula da Silva |
| 55      | 1 de janeiro de 2011 | Carlos Lupi                               | Ministério do Trabalho e Emprego                  | 5 de dezembro de 2011  | Dilma Rousseff         |                           |
| —       |                      | Paulo Roberto dos Santos Pinto (interino) | Ministério do Trabalho e Emprego                  | 5 de dezembro de 2011  | Dilma Rousseff         | 30 de abril de 2012       |
| 56      |                      | Brizola Neto                              | Ministério do Trabalho e Emprego                  | 30 de abril de 2012    | Dilma Rousseff         | 15 de março de 2013       |
| 57      |                      | Manoel Dias                               | Ministério do Trabalho e Emprego                  | 15 de março de 2013    | Dilma Rousseff         | 2 de outubro de 2015      |
| 58      |                      | Miguel Rossetto                           | Ministério do Trabalho e Emprego                  | 2 de outubro de 2015   | Dilma Rousseff         | 12 de maio de 2016        |
| 59      |                      | Ronaldo Nogueira                          | Ministério do Trabalho e da Previdência Social    | 12 de maio de 2016     | 28 de dezembro de 2017 | Michel Temer              |
| —       | vago                 | vago                                      | Ministério do Trabalho e da Previdência Social    | 27 de dezembro de 2017 | 10 de abril de 2018    | Michel Temer              |
| 60      |                      | Helton Yomura                             | Ministério do Trabalho e da Previdência Social    | 10 de abril de 2018    | 5 de julho de 2018     | Michel Temer              |
| —       |                      | Eliseu Padilha (interino)                 | Ministério do Trabalho e da Previdência Social    | 5 de julho de 2018     | 9 de julho de 2018     | Michel Temer              |
| 61      |                      | Caio Vieira de Mello                      | Ministério do Trabalho e da Previdência Social    | 9 de julho de 2018     | 1 de janeiro de 2019   | Michel Temer              |
| Extinto | Extinto              | Extinto                                   | Extinto                                           | 1 de janeiro de 2019   | 28 de julho de 2021    | Jair Bolsonaro            |
| 62      |                      | Onyx Lorenzoni                            | Ministério do Trabalho e da Previdência Social    | 28 de julho de 2021    | 31 de março de 2022    | Jair Bolsonaro            |
| 63      |                      | José Carlos Oliveira                      | Ministério do Trabalho e da Previdência Social    | 31 de março de 2022    | 31 de dezembro de 2022 | Jair Bolsonaro            |
| 64      |                      | Luiz Marinho                              | Ministério do Trabalho e Emprego                  | 1 de janeiro de 2023   | —                      | Luiz Inácio Lula da Silva |